# James A. Duke
James ('Jim') A. Duke (Birmingham, Alabama, 4 april 1929 – 10 december 2017) was een botanicus uit de Verenigde Staten die zich vooral bezighield met kruidengeneeskunde. Op dit gebied heeft hij meer dan dertig publicaties op zijn naam staan, waaronder het standaardwerk CRC Handbook of Medicinal Herbs is door hem geschreven. Hij heeft de fytochemische en etnobotanische databases opgezet van het United States Department of Agriculture. Zijn standaardafkorting is J.A.Duke.
In zijn jeugd schreef Duke gedichten over kruiden, hun triviale en wetenschappelijke namen, en sommige van hun eigenschappen. Ook speelde hij in een dixieland-band . Hij behaalde zijn Ph.D. in plantkunde in 1961 aan de Universiteit van North Carolina.
In de jaren 60 reisde hij veel door Centraal Amerika, waar hij de planten in dit gebied bestudeerde. In deze tijd introduceerde hij de begrippen cryptocotylair en fanerocotylair die belangrijk zijn bij de bestudering van de kieming van planten.
Hij gaf colleges aan de Maryland University of Integrative Health en organiseerde etnobotanische reizen.
- Bibsys: 90191655
- Bibliothèque nationale de France: cb123648936 (data)
- Author citation (botany): J.A.Duke
- Gemeinsame Normdatei: 123941725
- International Standard Name Identifier: 0000 0001 1081 1649
- Library of Congress Control Number: n80057315
- Nationale Bibliotheek van Letland: 000090111
- Bibliotheek van het Japanse parlement: 00438358
- Nationale Bibliotheek van Tsjechië: ola2006345415
- Nationale Bibliotheek van Israël: 987007447676205171
- Nederlandse Thesaurus van Auteursnamen: 072080000
- SNAC: w63n6htj
- Système universitaire de documentation: 032661754
- Trove: 811586
- Virtual International Authority File: 108595179
- WorldCat: E39PBJycHw4MXYrYmvcdV66Frq